# Yes (예스의 음반)
| 전문가 평가                       | 전문가 평가  |
| 평가 점수                         | 평가 점수    |
| 출처                              | 점수         |
| --------------------------------- | ------------ |
| AllMusic                          | [ 1 ]        |
| The Encyclopedia of Popular Music | [ 2 ]        |
| Rolling Stone                     | (favourable) |

《Yes》는 1969년 7월 25일, 애틀랜틱 레코드에서 발매된 영국의 록 밴드 예스의 데뷔 스튜디오 음반이다. 1968년 여름에 결성된 후, 밴드는 오리지널 소재와 재배치된 커버 버전으로 구성된 세트를 가지고 영국 전역을 광범위하게 순회했다. 1969년 3월, 애틀랜틱 레코드와 계약을 맺고, 런던의 애드비전 스튜디오와 트라이던트 스튜디오에 들어가 첫 음반을 녹음했다. 예스에는 비틀즈의 〈Every Little Thing〉과 버즈의 〈I See You〉의 커버가 포함되어 있다.
《Yes》는 영국과 미국에서 비평가들에게 긍정적인 평가를 받았지만 상업적으로 성공하지 못했고 두 나라 모두에서 차트 작성에 실패했다. 이 음반의 두 싱글 〈Sweetness〉와 〈Looking Around〉가 발매되었다. 이 음반은 1994년과 2003년에 리마스터링되었으며, 후자는 《웨스트 사이드 스토리》의 〈Something's Coming〉을 포함하여 이전에 발매되지 않은 여러 트랙을 포함하고 있다.

## 배경
1968년 8월, 예스는 가수 존 앤더슨, 베이시스트 크리스 스콰이어, 기타리스트 피터 뱅크스, 드러머 빌 브루포드, 키보디스트 토니 케이의 라인업으로 결성되었다. 그들은 록, 팝, 펑크, 재즈 아티스트들의 오리지널 소재와 재배열된 커버곡을 모두 특징으로 하는 세트를 연주하며 영국을 광범위하게 순회했다. 브루포드는 대학에서 교육을 받을 목적으로 일시적으로 밴드를 떠났지만, 1968년 11월, 다시 원래 구성으로 돌아왔다. 음반사를 찾는 과정에서 로이 플린 매니저와 프랭크 펜터 애틀랜틱 매니지먼트 디렉터는 애틀랜틱 레코드의 아메트 어터건을 위해 런던 스피키시 클럽에서 예스 오디션을 보는 계약을 맺었다. 이 공연은 성공적이었고, 1969년 3월, 밴드가 레이블과 계약했다는 소식이 언론에 보도되었다.

## 발매
《Yes》는 1969년 7월 25일, 영국에서 발매되었고, 1969년 10월 15일, 미국에서 발매되었다. 〈Sweetness〉는 이 음반의 리드 싱글이자 이 밴드의 첫 번째 싱글로 발표되었고, 뱅크스는 이 작업이 이루어진 것에 동의하지 않았다. 왜냐하면 그는 이 곡이 밴드의 스타일을 가장 잘 나타내지 않는 곡이라고 생각했기 때문이다.

## 곡 목록
| #  | 제목                    | 작사·작곡                        | 재생 시간 |
| -- | ----------------------- | -------------------------------- | --------- |
| 1. | 〈Beyond and Before〉   | 크리스 스콰이어, 클라이브 베일리 | 4:52      |
| 2. | 〈I See You〉           | 로저 맥귄, 데이비드 크로스비     | 6:47      |
| 3. | 〈Yesterday and Today〉 | 존 앤더슨                        | 2:49      |
| 4. | 〈Looking Around〉      | 앤더슨, 크리스 스콰이어          | 3:58      |

| #  | 제목                   | 작사·작곡                     | 재생 시간 |
| -- | ---------------------- | ----------------------------- | --------- |
| 1. | 〈Harold Land〉        | 앤더슨, 스콰이어, 빌 브루포드 | 5:40      |
| 2. | 〈Every Little Thing〉 | 존 레논, 폴 매카트니          | 5:41      |
| 3. | 〈Sweetness〉          | 앤더슨, 스콰이어, 베일리      | 4:31      |
| 4. | 〈Survival〉           | 앤더슨                        | 6:18      |

| #   | 제목                                   | 작사·작곡                        | 재생 시간 |
| --- | -------------------------------------- | -------------------------------- | --------- |
| 9.  | 〈Everydays (Single Version)〉         | 스티븐 스틸스                    | 6:23      |
| 10. | 〈Dear Father (Early Version #2)〉     | 앤더슨, 스콰이어                 | 5:51      |
| 11. | 〈Something's Coming〉                 | 레너드 번스타인, 스티븐 손드하임 | 7:09      |
| 12. | 〈Everydays (Early Version)〉          | 스틸스                           | 5:18      |
| 13. | 〈Dear Father (Early Version #1)〉     | 앤더슨, 스콰이어                 | 5:31      |
| 14. | 〈Something's Coming (Early Version)〉 | 번스타인, 손드하임               | 8:02      |